# ريتشارد باك
ريتشارد باك (بالإنجليزية: Richard Park)‏ (و. 1976  م) هو لاعب هوكي الجليد، من الولايات المتحدة، ولد في سول، مركز لعبه هو جناح ‏.

## روابط خارجية
- ريتشارد باك على موقع دوري الهوكي الوطني (الإنجليزية)
- ريتشارد باك على موقع EliteProspects.com (الإنجليزية)
- ريتشارد باك على موقع Eurohockey.com (الإنجليزية)
- ريتشارد باك على موقع HockeyDB.com (الإنجليزية)
- ريتشارد باك على موقع Hockey-Reference.com (الإنجليزية)